# Grande croce di Hendaye

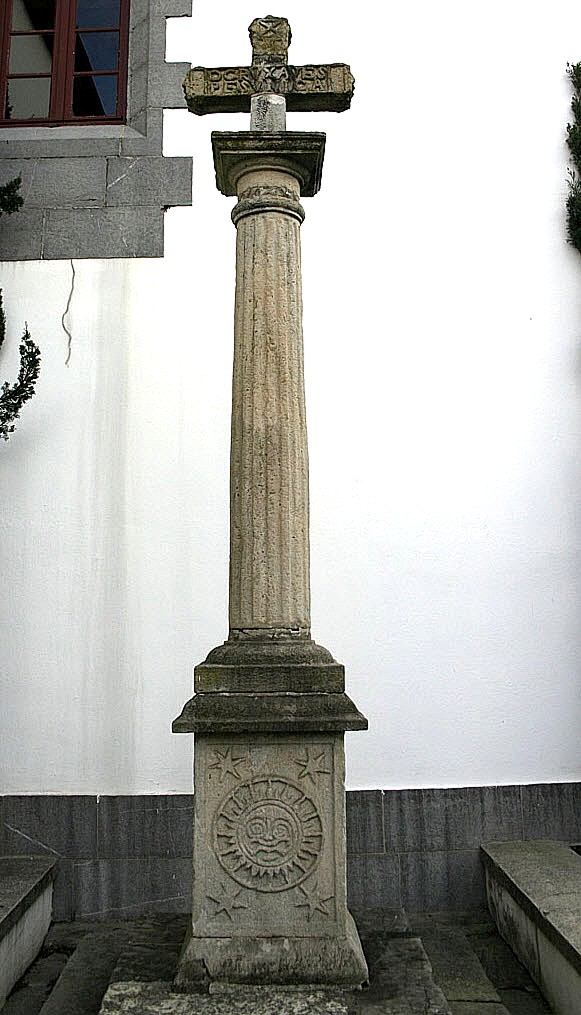
La croce di Hendaye

La grande croce di Hendaye (in francese: Croix d'Hendaye); (in euskera: Gurutze di Hendaia) è una colonna corinzia in pietra sormontata da una croce greca, che si sospetta costruita nel tardo secolo XVII. Si trova sulla piazza principale, nell'angolo sudoccidentale della chiesa di Saint Vincent, nel villaggio di Hendaye, nella regione dei Pirenei Atlantici, sudovest della Francia, presso il confine con i Paesi Baschi.
Il villaggio di Hendaye, e la colonna stessa, vengono scelti molto spesso come punto d'inizio del tradizionale pellegrinaggio religioso del Cammino di Santiago di Compostela.

## Caratteristiche

### Base
La stele è posta su una base cubica, base che a sua volta porta incisi da un lato un sole con una bocca furente; dal lato opposto una stella a otto punte; su una faccia laterale una mezzaluna; su un'altra faccia laterale un ovale con una croce che delimita quattro cantoni, ciascuno occupato da una figura interpretabile come una lettera "A" oppure come un compasso.

### Colonna
La colonna, relativamente semplice e priva di iscrizioni, è di ordine corinzio, con sottocolonna e con capitello corinzio a foglie di acanto.

### Croce
La croce greca in pietra, presenta un'iscrizione latina, in lettere maiuscole, su due righe incise sulla trave orizzontale:
- OCRUXAVES... separabile in O-CRUX-AVE: "oh, croce ti saluto"
- PESUNICA... separabile in (S)PES UNICA: "unica speranza"

Sulla trave verticale, nella metà superiore, sono incise due "X", una sormontando l'altra.

## Interpretazioni
Il monumento di Hendaye è stato collegato dallo scrittore statunitense Vincent Bridges ad antiche credenze collegabili al Chiliasmo (millenarismo precristiano del giudaismo e di altri popoli come il Ragnarǫk dei norreni) delle popolazioni celtiche che all'epoca ancora abitavano questa zona relativamente remota (la persistenza dell'antica lingua basca è un indizio della loro presenza). Anche la setta cristiana dei Catari o i loro successori potrebbero essere alla base di eventuali credenze escatologiche forse presenti in questo monumento
Le figure ad "A" nei cantoni della base o "compassi" sono stati interpretati come un simbolo massonico; sono anche stati connessi da Bridges e Widner alla misurazione dell'angolo di precessione della rotazione terrestre, con il ritorno del virtuale sorgere del Sole durante l'equinozio di primavera fino all'astronomico "punto vernale" iniziale (noto come "punto d'ariete"), che varia di 1 grado ogni 72 anni, e che si compie in 25.920 anni. Attualmente il punto vernale si trova tra le stelle Rho Piscium e Omega Piscium, nella costellazione dei Pesci.
Alcuni occultisti e studiosi vari, tra questi Fulcanelli (forse pseudonimo dell'astronomo Camille Flammarion), considerano le incisioni simboli alchemici che in qualche modo conterrebbero informazioni molto elementari ma decisive rispetto alla data e modalità di una futuribile catastrofe globale.
Sull'estremità superiore della croce, sopra il rotolo in pietra con la sigla in latino "INRI" si trova una X sormontata da un'altra X, che gli autori Weidner e Bridges collegano all'arcano ventesimo dei Tarocchi (quello del Giudizio Universale).  Fulcanelli scrive: "La X significa anche il sale ammoniaco dei saggi, o sale d'Ammone (ammoniakòs) cioè dell'Ariete, che un tempo veniva scritto con maggior veridicità, harmoniac (aramaico), perché realizza l'armonia (armonia, riunione), l'accordo tra l'acqua e il fuoco, perché mediatore per eccellenza tra il cielo e la terra, lo spirito e il corpo, il volatile e il fisso"..
Secondo un'altra teoria la croce sarebbe stata posta a Hendaye per associazione con il nome stesso della città che in inglese collegherebbe a "end - day", cioè alla fine dei tempi. L'iscrizione latina "O CRUX AVE/SPES UNICA" andrebbe interpretata con l'inglese "ROCK SAVE SPANISH" e indicherebbe proprio in Hendaye e nei Pirenei il luogo di salvezza dal cataclisma finale.